# První Bedia
První Bedia (abchazsky Актәи Бедиа nebo Новаиа Бедиа, gruzínsky პირველი ბედია – Pirveli Bedia) je vesnice v Abcházii v okrese Tkvarčeli. Leží přibližně 5 km jižně od okresního města Tkvarčeli. Obec sousedí na západě s Agubediou, na severu s Tkvarčalem a na východě a jihu se Čchvartalem. V obci pramení řeka Ochodža.
Oficiálním názvem obce je Vesnický okrsek První Bedia (rusky Первобедийская сельская администрация, abchazsky Актәи Бедиа ақыҭа ахадара). Za časů Sovětského svazu se okrsek jmenoval Prvobedijský selsovět, ale většinu celého období byl součástí Agubedijského selsovětu (Агубедийский сельсовет).
Na hranici mezi obcemi První Bedia, Čchvartal a Tkvarčal se nachází hora Laškendar, která slouží jako jedna ze sedmi svatyní abchazské původní víry.

## Části obce
Součástí První Bediji jsou následující části:
- První Bedia (Актәи Бедиа / Новаиа Бедиа)
- Adzchyda (Аӡхыда)
- První Kvapit (Актәи Кәапит)
- Druhý Kvapit (Аҩбатәи Кәапит)
- Nardžchou / Nardžcheu (Нарџьхьоу / Нарџьхьеу)
- Ochodža / Achvadža / Chvadžá Rhabla / Sachvadžá / Gurguliá / Sagurgulia (Охоџьа / Ахәаџа / Хәаџьаа рҳабла / Сахәаџьаа / Гәыргәлиаа /Сагәыргәлиа)

## Historie
Ještě v 19. století bylo území První Bedii spolu s Agubediou součástí obce Bedia, která patřila do historického regionu Samurzakan. Bedia je jedna z nejstarších obcí v celé Abcházii a již v období středověku nabyla velkého kulturního a politického významu v celém západním Zakavkazsku. V Agubedii se nachází množství památek na tuto éru, ale od 17. století pozvolna ztratila svůj význam.
S koncem 19. století byl celý Samurzakan rozdělen na dvě jazykové zóny, abchazskou a megrelskou, kdy abcházština přetrvala v kopcích nad nížinou, kterou obsadili megrelové.
Po vzniku Sovětského svazu začali abchazští bolševici požadovat, aby byly v rámci správní reformy Abchazské ASSR ve 30. letech, kdy byly staré ruské ujezdy nahrazeny rajóny, stanoveny nová hranice mezi rajóny Očamčyra a Gali na etnolingvistickém základu. První Bedia, Agubedia, Reka a Čchvartal se staly součástí prvního jmenovaného, což požadoval například agubedijský rodák Efrém Ešba v roce 1925 ve svém článku „Požadovali jsme a dostali jsme skutečně nezávislou sovětskou Abcházii“ (Мы требовали и получили настоящую независимую Советскую Абхазию).
Už v roce 1925 došlo k rozdělení dosud jediné vsi Bedia na tři selsověty: Agubedia, První Bedia a Druhá Bedia. Až do roku 1930 byly všechny tři součástí okresu Gali. Avšak v Druhé Bedii již hovořila polovina obyvatel megrelsky, a proto ta zůstala v galském okrese, zatímco Agubedia i První Bedia přešly pod okres Očamčyra. V roce 1955 byla První Bedia sjednocena s Agubediou a tím prakticky zanikla. Tato správní reforma umožnila otevření školy v obci s vyučovacím jazykem abchazským, neboť v galském rajónu nebyly otevřeny vůbec žádné a do té doby zde byla pouze škola gruzínská. Díky tomu zůstaly Agubedia, Reka a Čchvartal jedinými z celého někdejšího Samurzakanu, kde se obyvatelé hlásí k abchazskému národu a mluví abchazsky.
Během války v Abcházii v letech 1992-1993 byla obec ovládána abchazskými partyzány.
V roce 1994 byla zahájena další správní reforma, kdy byla Agubedia převedena do nově vzniklého okresu Tkvarčeli a byla od ní po téměř 40 letech odtržena První Bedia, která utvořila opět samostatnou obec.
22. ledna 2021 byla obec zasažena mohutným sesuvem půdy. Byla zničena silnice spojující První Bediu s Tkvarčeli a tři domy, jejichž obyvatelé vyvázli zraněni, ale přišli o domov.

## Obyvatelstvo
Dle nejnovějšího sčítání lidu z roku 2011 je počet obyvatel této obce 450 a jejich složení následovné:
- 367 Abchazů (81,6 %)
- 75 Gruzínů (16,7 %)
- 6 Rusů (1,3 %)
- 2 příslušníci ostatních národností (0,4 %)

Před válkou v Abcházii žilo v celém Agubedijském selsovětu 1864 obyvatel. V roce 1959 zde žilo 2517 obyvatel.